# モーガン・プレッセル
モーガン・プレッセル（Morgan Pressel, 1988年5月23日 - ）は、アメリカ・フロリダ州ボカラトン出身の女子プロゴルファーである。2007年のクラフト・ナビスコ選手権に「18歳10ヶ月」で初優勝を飾り、女子ゴルフ史上最年少のメジャー大会優勝者になった。
8歳からゴルフを始める。13歳の時、2001年の全米女子オープンゴルフで初めて予選会を通過し、同大会の史上最年少出場記録をつくった。この時、彼女のおじにあたる元プロテニス選手のアーロン・クリックステインがプレッセルのゴルフバッグをかついだ場面が話題になった。アマチュア時代には、2003年と2005年にも全米女子オープンゴルフに出場している。2005年の全米女子オープンゴルフでは、韓国のバーディ・キムに敗れて2位になった。この後、2005年度の「全米女子アマチュアゴルフ選手権」で優勝を果たす。
2005年末のLPGAツアー予選会で、プレッセルは宮里藍らと一緒に合格し、2006年からツアーのメンバーになった。（この予選会では、宮里の1位合格が話題を呼んだ。）ツアー1年目の2006年、プレッセルは出場23大会のうち、21大会で予選を通過し、賞金ランキング24位に入った。2007年4月1日、プレッセルはクラフト・ナビスコ選手権で 3 アンダーパー（-3, 285ストローク）のスコアを出し、2位に1打差をつけて優勝した。こうしてプレッセルは、ツアー初優勝をメジャー大会で決め、女子ゴルフメジャー大会で「18歳10ヶ月」の史上最年少優勝者に輝いた。